# Старая Сарата
Старая Сарата (рум. Sărata Veche, Сэрата-Веке) — село в Фалештском районе Молдавии. Является административным центром коммуны Старая Сарата, включающей также сёла Хитрешты и Новая Сарата.

## География
Село расположено на высоте 75 метров над уровнем моря.

## Население
По данным переписи населения 2004 года, в селе Сэрата-Веке проживает 3171 человек (1533 мужчины, 1638 женщин).
Этнический состав села:
| Национальность | Число жителей | Процентный состав |
| -------------- | ------------- | ----------------- |
| молдаване      | 3157          | 99.56             |
| украинцы       | 5             | 0.16              |
| румыны         | 5             | 0.16              |
| русские        | 4             | 0.13              |
| Всего          | 3171          | 100%              |

## Известные уроженцы
- Иван Андреевич Продан (род. 1968) — российский серийный убийца, насильник и грабитель
- Фëдор Фëдорович Продан (род. 1976) — российский серийный убийца